# 日笠潤一
日笠 潤一（ひがさ じゅんいち、5月28日生 ）は、日本の俳優、声優、演出家。岡山県勝田郡出身。劇団新演、東京俳優生活協同組合に所属していた。本名は西屋 純（にしや じゅん）。

## 略歴
岡山大学中退。1954年、新演劇研究所に入所し、劇団新演の創立に参加 。

## 出演作品

### テレビドラマ
- 第7の男 第3話「恋と紙幣と銃弾と」（1964年、CX / 東北新社）
- 土曜日の虎 第10話（1966年、TBS）
- 快獣ブースカ（1967年、NTV / 円谷プロダクション）
  - 第10話「あの広場を守れ!」 - 凸凹不動産社員
  - 第15話「バラサで行こう!」 - 解体作業員
- 光速エスパー 第2話「大彗星M現わる」（1967年、NTV / 宣弘社）
- ウルトラシリーズ（TBS / 円谷プロダクション）※ノンクレジット
  - ウルトラセブン 第6話「ダーク・ゾーン」（1967年） - 放浪宇宙人ペガッサ星人の声
  - 帰ってきたウルトラマン 第39話「冬の怪奇シリーズ 20世紀の雪男」（1972年） - 村人[5]
- 時間ですよ 第49話（1971年、TBS） - 電話工事の男
- スペクトルマン 第42話「宇宙から来た太陽マスク」（1971年、CX / ピー・プロダクション） - 石田健三
- 天皇の世紀 第13話「壊滅」（1971年、ABC） - 戸田小膳
- 荒野の素浪人（NET / 三船プロダクション）
  - 第1シリーズ 第23話「砂塵! 狙われた辺境の宿」（1972年）
  - 第2シリーズ 第11話「地獄の沙汰」（1974年）
- 特別機動捜査隊 第547話「絞首台の青春」（1972年、NET / 東映） - アナウンサー
- 浮世絵 女ねずみ小僧 第2シリーズ 第20話「鬼火が呼んでる鈴ヶ森」（1972年、CX / C.A.L）
- ゆびきり 第4話（1973年、TBS / テレパック）
- 東芝日曜劇場 第857回「つゆのひぬま」（1973年、TBS）
- 荒野の用心棒（1973年、NET / 三船プロダクション）
  - 第14話「黒豹は死の追跡を狙って…」
  - 第35話「赤い殺意は死の谷に燃えて…」
- 戦国ロック はぐれ牙 第8話「昼下がりに影武者を消せ」（1973年、CX / C.A.L）
- 伝七捕物帳 第2話「鬼娘の涙」（1973年、NTV / ユニオン映画）
- 華麗なる一族（1974年 - 1975年、MBS / 東宝）
- 北都物語-絵梨子のとき- 第1話（1975年、YTV）
- 花くらべ（1975年、THK / 近代放映） - 支配人
- 愛のサスペンス劇場 / ガラスの絆（1975年、NTV）
- 少年探偵団 (BD7) 第10話「BD7危機一髪! 2」（1975年、NTV / 日本現代企画） - ゴムカンの父
- 三日月情話 第4話（1976年、THK）
- 破れ傘刀舟悪人狩り 第87話「謎の梅屋敷」（1976年、NET / 三船プロダクション）
- 青春の門 第16話（1976年、MBS）
- 大江戸捜査網 第160話「囚人強奪の謎」（1976年、12ch）
- 前略おふくろ様 第2シリーズ 第9話（1976年、NTV） - 川波の客
- あかんたれ 第18話（1977年、THK）
- 気まぐれ天使 第28話「拾ったチョコを食べないで!」（1977年、NTV / ユニオン映画）
- 太陽にほえろ! 第268話「偶然」（1977年、NTV / 東宝）
- 新五捕物帳 第1話「殺しの子守唄が聞こえる」（1977年、NTV / ユニオン映画）
- 赤い絆 第1話「雨の朝のめぐり逢い」（1977年、TBS / 大映テレビ）
- 達磨大助事件帳（ANB）
  - 第9話「夜明けの父娘」（1977年）
  - 第24話「愛憎の架け橋」（1978年）
  - 第25話「流転のかんざし」（1978年）
- 祭ばやしが聞こえる 第15話（1978年、NTV）
- 大都会 PARTII 第43話「城西署爆破計画」（1978年、NTV）
- 人間の証明 第10話（1978年、MBS）
- 同心部屋御用帳 江戸の旋風 第3シリーズ 第46話「死神小判」（1978年、CX）
- 浮浪雲 第1話（1978年、ANB / 石原プロモーション）

### 映画
- 日本の夜と霧（1960年、松竹）
- 悪魔の手毬唄（1977年、東宝） - 鑑識員

### 舞台
- 真空地帯（1953年、新演劇研究所） - 橋本一等兵[6]
- 検察官（1954年、新演劇研究所） - ボブチンスキイ[7]
- サークルものがたり（1955年、新演劇研究所） - 笹本[8]
- 余計者（1960年、劇団新演）木下[9]

### テレビアニメ
- おそ松くん（1966年、MBS）
- 巨人の星（1969年）
- 母を訪ねて三千里（1976年、CX）

## 舞台演出
- 犯罪のシナリオ（1967年、劇団サテュロスの会） - 演出・脚色[10]
- ホラふき医者（1969年、劇団サテュロスの会）[11]